# Wereldkampioenschappen schaatsen afstanden 2015 - 1000 meter vrouwen
De 1000 meter vrouwen op de wereldkampioenschappen schaatsen afstanden 2015 werd gereden op vrijdag 13 februari 2015 in het ijsstadion Thialf in Heerenveen, Nederland.
Olga Fatkoelina was de regerend wereldkampioen en Zhang Hong regerend Olympisch kampioen. Van de zes wereldbekerwedstrijden eerder in het seizoen wonnen Brittany Bowe en Heather Richardson er ieder twee, Marrit Leenstra en Li Qishi elk een. Richardson verbeterde het baanrecord, maar het bleek niet genoeg omdat Bowe er nog eens een halve seconde extra onder ging en wereldkampioene werd.

## Plaatsing
De regels van de ISU schrijven voor dat er maximaal 24 schaatssters zich plaatsen voor het WK op deze afstand. Geplaatst zijn de beste veertien schaatssters van het wereldbekerklassement na vier manches, aangevuld met de tien tijdsnelsten van die eerste vier manches van de wereldbeker. Achter deze 24 namen werd op tijdsbasis nog een reservelijst van zes namen gemaakt. Aangezien het aantal deelnemers per land beperkt is tot een maximum van drie, telt de vierde (en vijfde etc.) schaatsster per land niet mee voor het verloop van de ranglijst. Het is aan de nationale bonden te beslissen welke van hun schaatssters, mits op de lijst, naar het WK afstanden worden afgevaardigd.

## Statistieken

### Uitslag
| #      | Naam                   | Land | Tijd       |
| ------ | ---------------------- | ---- | ---------- |
| Goud   | Brittany Bowe          | USA  | 1.13,90 BR |
| Zilver | Heather Richardson     | USA  | 1.14,49    |
| Brons  | Karolína Erbanová      | CZE  | 1.15,26    |
| 4      | Ireen Wüst             | NED  | 1.15,50    |
| 5      | Li Qishi               | CHN  | 1.15,65    |
| 6      | Kali Christ            | CAN  | 1.15,74    |
| 7      | Marrit Leenstra        | NED  | 1.15,84    |
| 8      | Judith Hesse           | GER  | 1.15,86    |
| 9      | Vanessa Bittner        | AUT  | 1.16,08    |
| 10     | Laurine van Riessen    | NED  | 1.16,15    |
| 11     | Nao Kodaira            | JPN  | 1.16,28    |
| 12     | Jekaterina Ajdova      | KAZ  | 1.16,39    |
| 13     | Olga Fatkoelina        | RUS  | 1.16,57    |
| 14     | Park Seung-hi          | KOR  | 1.17,23    |
| 15     | Ida Njåtun             | NOR  | 1.17,24    |
| 16     | Joelia Skokova         | RUS  | 1.17,25    |
| 17     | Gabriele Hirschbichler | GER  | 1.17,28    |
| 18     | Ayaka Kikuchi          | JPN  | 1.17,55    |
| 19     | Margarita Ryzjova      | RUS  | 1.17,76    |
| 20     | Li Huawei              | CHN  | 1.18,23    |
| 21     | Miyako Sumiyoshi       | JPN  | 1.18,35    |
| 22     | Jessica Gregg          | CAN  | 1.18,94    |
| 23     | Liu Yichi              | CHN  | 1.19,29    |

### Loting
| Rit | Binnenbaan          | Buitenbaan             |
| --- | ------------------- | ---------------------- |
| 1   | Jessica Gregg       |                        |
| 2   | Li Huawei           | Margarita Ryzjova      |
| 3   | Liu Yichi           | Miyako Sumiyoshi       |
| 4   | Ayaka Kikuchi       | Gabriele Hirschbichler |
| 5   | Jekaterina Ajdova   | Kali Christ            |
| 6   | Park Seung-hi       | Joelia Skokova         |
| 7   | Vanessa Bittner     | Ida Njåtun             |
| 8   | Laurine van Riessen | Judith Hesse           |
| 9   | Olga Fatkoelina     | Heather Richardson     |
| 10  | Nao Kodaira         | Brittany Bowe          |
| 11  | Marrit Leenstra     | Li Qishi               |
| 12  | Ireen Wüst          | Karolína Erbanová      |

1996 · 
1997 · 
1998 · 
1999 · 
2000 · 
2001 · 
2003 · 
2004 · 
2005 · 
2007 · 
2008 · 
2009 · 
2011 · 
2012 · 
2013 · 
2015 · 
2016 · 
2017 · 
2019 · 
2020 · 
2021 · 
2023 · 
2024 · 
2025